# Chabaqi
Die „Gemeinde Chabaqi der Ewenken“ (Ewenkisch: Saalbasi Ewengki Aimanni Ner; chinesisch 查巴奇鄂温克族乡, Pinyin Chábāqī Èwēnkèzú Xiāng) liegt im Nordwesten des Arun-Banners, das zum Verwaltungsgebiet der bezirksfreien Stadt Hulun Buir im Autonomen Gebiet Innere Mongolei der Volksrepublik China gehört. Chabaqi hat eine Fläche von 726,3 km². Zum Jahresende 2009 wurden 12.279 Einwohner gezählt, davon 31,2 % Angehörige ethnischer Minderheiten. Neben den Ewenken sind dies vor allem Manju, Mongolen, Hui, Daur, Oroqen, Koreaner und Xibe. Die Nationalitätengemeinde wurde 1956 gegründet. Sie liegt am südlichen Osthang des Großen Hinggan-Gebirges direkt am Ufer des Arun He (阿荣河). Der Name der Gemeinde ist eine Verballhornung des ewenkischen saalbasi, das „Weißbirken“ (Betula platyphylla) bedeutet.

## Wirtschaft
Chabaqi verfügt über 370 km² Wald, 187 km² Grasland und nur 164 km² Ackerland. Dementsprechend lebt die Gemeinde hauptsächlich von Jagd- und Forstwirtschaft. Bekannt ist Chabaqi für seine Haselhühner; daneben werden auch Amur-Elch, Isubrahirsch, Reh, Wildschwein, Braunbär, Luchs, Schneehase, Fasan und anderes Wild bejagt. Die Forstwirtschaft nutzt vor allem Birken, Eichen, Espen, Weiden und Kirschapfel. Hinzu kommt die wachsende ökonomische Bedeutung der Nutzung von Wildgemüsen für biologische Ernährung und Kräutern für die traditionelle chinesische Medizin. In Chabaqi sind dies vor allem: Ohrlappenpilz, Speisepilze, Haselnüsse, Adlerfarn und Taglilien.

## Ewenken
Die Gemeinde ist eines der traditionellen Siedlungsgebiete des nordtungusischen Jägervolks der Ewenken, die heute nur noch eine kleine Minderheit (2009: 887 Menschen) der Bevölkerung und – gesetzlich festgelegt – den Bürgermeister Chabaqis stellen.

## Administrative Gliederung
Chabaqi setzt sich aus elf Dörfern und vier Staatsforsten zusammen. Diese sind:
- Ewenkisches Nationalitätendorf (鄂温克民族村), Sitz der Gemeinderegierung;
- Ewenkisches Dorf Liemin (鄂温克族猎民村), das „Ewenkische Jägerdorf“;
- Dorf Dashila (大石砬村);
- Dorf Gadanai (嘎达奈村);
- Dorf Guojiayao (郭家窑村);
- Dorf Hedong (河东村);
- Dorf Hexi (河西村);
- Dorf Tuanjie (团结村);
- Dorf Xiaoshila (小石砬村);
- Dorf Yushu (榆树村);
- Dorf Wenbuqi (文布奇村);
- Staatsforst Arigaya (阿力格亚国营林场);
- Staatsforst Chabaqi (查巴奇国营林场);
- Staatsforst Dashiniqi (大时尼奇国营林场);
- Staatsforst Huregou (库伦沟国营林场).